# Ruteria paganettii
Ruteria paganettii é uma espécie de insetos coleópteros polífagos pertencente à família Curculionidae.
A autoridade científica da espécie é F. Solari, tendo sido descrita no ano de 1952.
Trata-se de uma espécie presente no território português.